# Mark Radcliffe
Mark Radcliffe (29 de junio de 1958) es un locutor, músico y escritor inglés. Nacido en Bolton, Lancashire, es conocido por su trabajo como locutor, presentador y entrevistador para la cadena BBC desde los años 1980.
Radcliffe inició su carrera como locutor en una radio local de Mánchester antes de hacer parte de la cadena BBC Radio 5, donde conoció e inició una amistad con el guitarrista Marc Riley de la banda The Fall. En 1991 se trasladó a BBC Radio 1 con Riley. Empezaron a trabajar bajo el nombre de Mark and Lard y su programa se emitió en la estación por 14 años.
Al terminar el programa, Radcliffe se unió a BBC Radio 2, además de presentar algunos programas televisivos para la BBC, como el Glastonbury Festival.